# زندگی عجیب است (فیلم)
زندگی عجیب است (ایتالیایی: Strana la vita) یک فیلم کمدی درام ایتالیایی به کارگردانی جوزپه برتولوچی و برپایهٔ رمانی از «جووانی پاسکوتو» است که در سال ۱۹۸۷ منتشر شد.

## گزیدهٔ بازیگران
- دیگو آباتانتوئونو
- مونیکا گوئریتوره
- دومیتسیانا جوردانو
- آماندا ساندرلی
- ماسیمو ونتوریلو
- لینا ساستری
- فلیچه آندرئاسی
- ماریا مونتی
- نیک نووچنتو
- کلاودیو بیزیو
- کیارا مورتی